# Sequenzer (Musik)

Ein moderner Hardware-Step-Sequenzer

Ein Sequenzer [zeˈkvɛntsər] ist ein elektronisches Gerät oder eine Software zur Aufnahme, Wiedergabe und Bearbeitung von Daten zur Erzeugung von Musik.

## Funktionsweise
Kern eines Sequenzers ist die Speicherung und Übermittlung einer Partitur an einen Tonerzeuger. Die Partitur liegt in einem maschinenlesbaren Format vor und gibt dabei Tonhöhe, Tondauer und ggf. weitere Aspekte der wiederzugebenden Noten einer oder mehrerer Stimmen in ihrer zeitlichen Reihenfolge an ein Gerät weiter, das entsprechende Töne erzeugt. Beide Funktionen können in einem Gerät vereint sein. In der Regel ermöglicht ein Sequenzer, über geeignete Verfahren Noten einzugeben, z. B. über das Einspielen auf einem Masterkeyboard oder das Eingeben von Noten am Computer. Im Gegensatz dazu wird bei der Tonwiedergabe ein konkretes, physikalisches Tonbild elektronisch reproduziert.
Durch die Aufzeichnung der Noten und ihrer Parameter statt der Aufzeichnung der vollständigen Schwingungsformen ergeben sich eine Reihe von Vorteilen:
- die Datenmenge der gespeicherten Musik ist vergleichsweise klein;
- Transposition und Tempoänderungen lassen sich einfach durchführen;
- es können mit den gleichen Daten unterschiedliche Instrumente angesteuert werden.

Durch die Reduktion auf Noten können bestimmte Aspekte nicht oder nur sehr eingeschränkt wiedergegeben werden:
- der Klang individueller Instrumente;
- der individuelle Ausdruck eines Musikers.

Mit dem Sequenzer können auch andere Informationen als Töne gesteuert werden. Z. B. lassen sich Controllerdaten sequenzieren um z. B. Filterhüllkurven oder andere mittels Midi-Control-Nummern steuerbare Events zu steuern.

## Geschichte

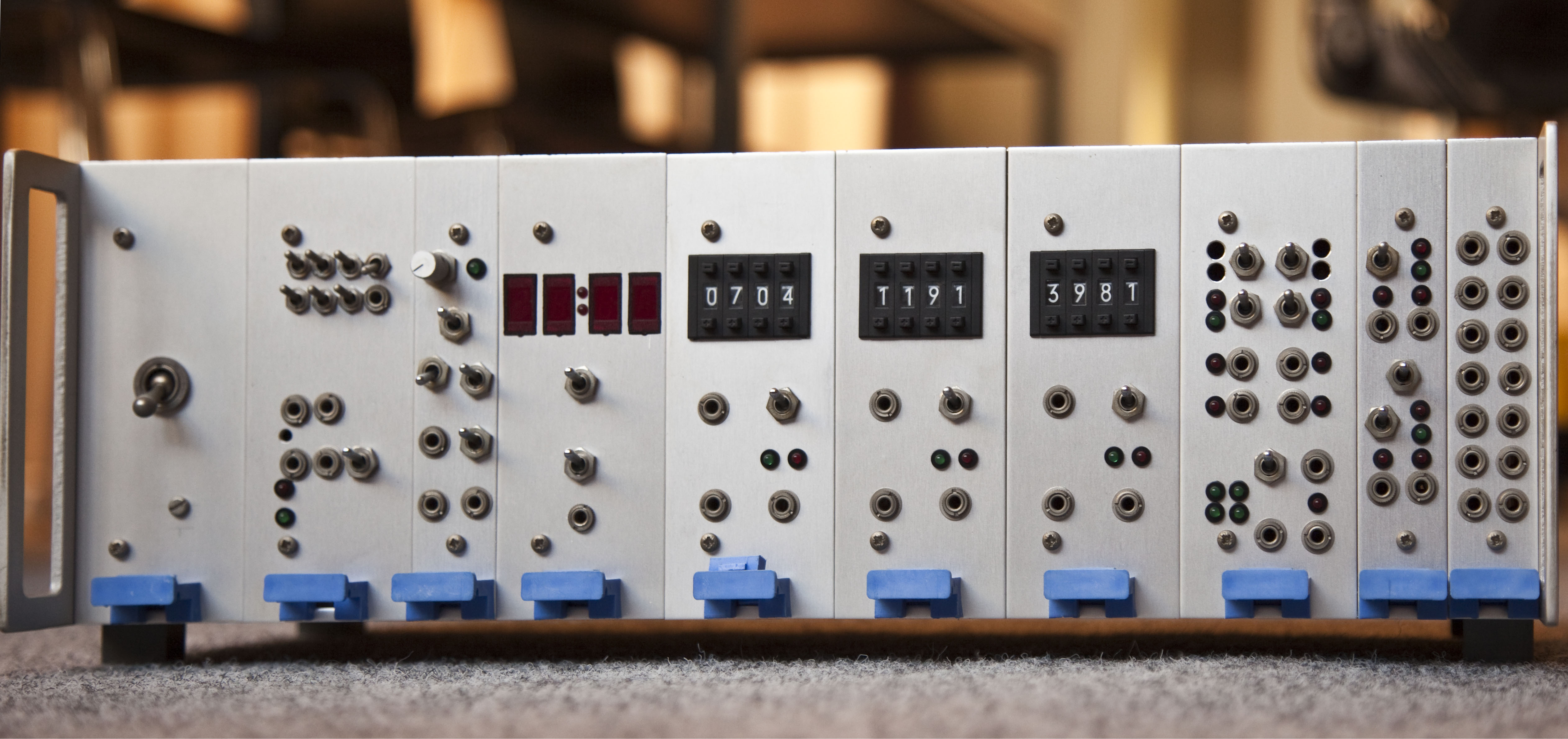
Eigenbau-Sequenzer von Marcel Schmidt, Ingenieur an der Musikhochschule Köln, 1980

Der Begriff Sequenzer wurde in den 1960er-Jahren im Zuge der Entwicklung der elektronischen Musik geprägt. Er bezeichnet ein elektronisches, zunächst analog aufgebautes, heute meist digitales Gerät oder eine entsprechende Software. Einen ersten elektromechanischen Sequenzer entwickelte Raymond Scott 1953. Als historische Vorläufer können einige mechanische Musikinstrumente betrachtet werden, welche Noten eines Musikstücks mechanisch speicherten (z. B. auf einer Stiftwalze, ähnlich der Phonographenwalze) und dann an entsprechende Tonerzeuger weitergaben.
Seit Anfang der 1980er Jahre sind Sequenzer meist als MIDI-Sequenzer bekannt. Mit einem MIDI-Sequenzer werden keine eigentlichen Töne aufgenommen oder abgespielt, sondern nur die Steuerdaten (MIDI-Daten), mit welchen verschiedenste Klangerzeuger (Synthesizer) angesteuert werden können. Die in einem MIDI-Sequenzer gespeicherten Daten enthalten Informationen über die Tonhöhen von einzelnen Tönen, über deren Anschlagstärke und Dauer. Ferner kann die Klangerzeugung angewiesen werden, mit welchen Instrumenten die Töne gespielt werden, was insb. bei mehrspurigen Arrangements sehr nützlich ist. Die Eingabe von Noten kann über ein Masterkeyboard in Echtzeit erfolgen oder über einen Editor eingegeben werden, z. B. auf einem Computer durch Einzeichnen mit einer Computermaus.

### Step-Sequenzer
Die Geschichte der Sequenzer beginnt mit analogen Step-Sequenzern zur Steuerung der Klangerzeugung von Synthesizern mit einstellbaren Spannungen. Der Name rührt daher, dass jedes Klangereignis Schritt für Schritt (step by step) mit seinen Eigenschaften wie Tonhöhe, Dauer usw. programmiert wird. Anfangs waren dabei nur zwischen 8 und 64 Töne möglich. Diese Art von Sequenzern erzeugt vorwiegend repetitive Tonhöhen- und Klangmuster ("loops"), die während des Abspielens verändert werden können. Sie sind ein typisches Stilmittel der elektronischen Musik der Berliner Schule (Tangerine Dream, Klaus Schulze) in der Mitte der 1970er bis Anfang der 1980er Jahre. Während der Wiederentdeckung der analogen Synthesizer wurde der Ruf nach Step-Sequenzern wieder lauter, da zu dieser Zeit keine solchen Geräte mehr am Markt verfügbar waren. Mittlerweile werden Step-Sequenzer wieder von einigen, überwiegend kleinen Firmen produziert. Dabei handelt es sich zum einen um analoge Geräte (ohne Speichermöglichkeit), vorwiegend jedoch um digitale Varianten mit Speicher und MIDI-Ausgängen.
Die Weiterentwicklung von Step-Sequenzern sind Pattern-Sequenzer. Diese können mehrere Step-Muster in Songstrukturen hintereinander ohne Unterbrechung abspielen.
Anfang der 1980er Jahre kamen populäre Step-Sequenzer von Roland (TB-303, SH-101, MC-202) und Casio (VL-1, Casiotone MT-70, Sampletone SK-1) auf den Markt, die schnell den Weg in die Musikcharts fanden.

### MIDI-Sequenzer
Der nächste Entwicklungsschritt war die Digitalisierung der Spieldaten, was deren Abspeicherung zunächst auf Tonbandkassetten und später auf Disketten erlaubte. Dann folgte die Echtzeitaufzeichnung durch direktes Einspielen mit Hilfe einer Tastatur. Schließlich wurde 1983 MIDI als universelle Sprache für elektronische Musikinstrumente eingeführt. Die heutigen Sequenzer sind überwiegend Geräte zur Aufzeichnung, Bearbeitung und Wiedergabe von MIDI-Daten.
Diese Art von Sequenzern werden auch zur Unterscheidung zu den Step-Sequenzern als Real-Time-Sequenzer bezeichnet. Bei ihnen gibt es keine zwingende Aufteilung der überwiegend über Midi empfangenen Ton-Daten nach Pattern oder Schritten. Dadurch kann man diese Sequenzer ähnlich wie ein Mehrspurtonband als Aufnahmegerät benutzen. Am Ende der Aufnahmen aller Spuren und deren eventueller Bearbeitung zur Fehlerkorrektur oder Arrangement werden dann alle Spuren abgespielt und die darin enthaltenen Ton-Daten an die Klangerzeuger via Midi ausgegeben. Die Ausgänge der Klangerzeuger werden dann entweder auf Band oder direkt im Computer aufgenommen.
Heutzutage entfallen dabei häufig alle physikalischen Klangerzeuger, da Software-Klangerzeuger (VST) die Klänge im Computer erzeugen können.

### Sequenzer im Bandmaschinenmodus
Mit Sequenzern im Bandmaschinenmodus können Steuerdaten auf einer zeitlichen Achse beliebig angeordnet und bearbeitet werden. Sie sind heute die klassischen Arbeitsmittel bei Studioproduktionen, Step- und Patternsequenzer findet man eher im Live-Bereich.

### MIDI-/Audio-Sequenzer
Seit etwa Mitte der 1990er Jahre werden Software-Lösungen angeboten, die neben reinem MIDI-Sequencing auch Harddisk Recording ermöglichen und als MIDI-/Audio-Sequenzer bezeichnet werden. Der Funktionsumfang wurde weiter erweitert, so dass ein moderner MIDI-/Audio-Sequenzer praktisch ein komplettes virtuelles Musikstudio darstellt, mit integriertem Mixer, Schnittstellen zur Einbindung von Effekten und virtuellen Instrumenten (softwarebasierte Klangerzeuger).

## Tracker-Sequenzer

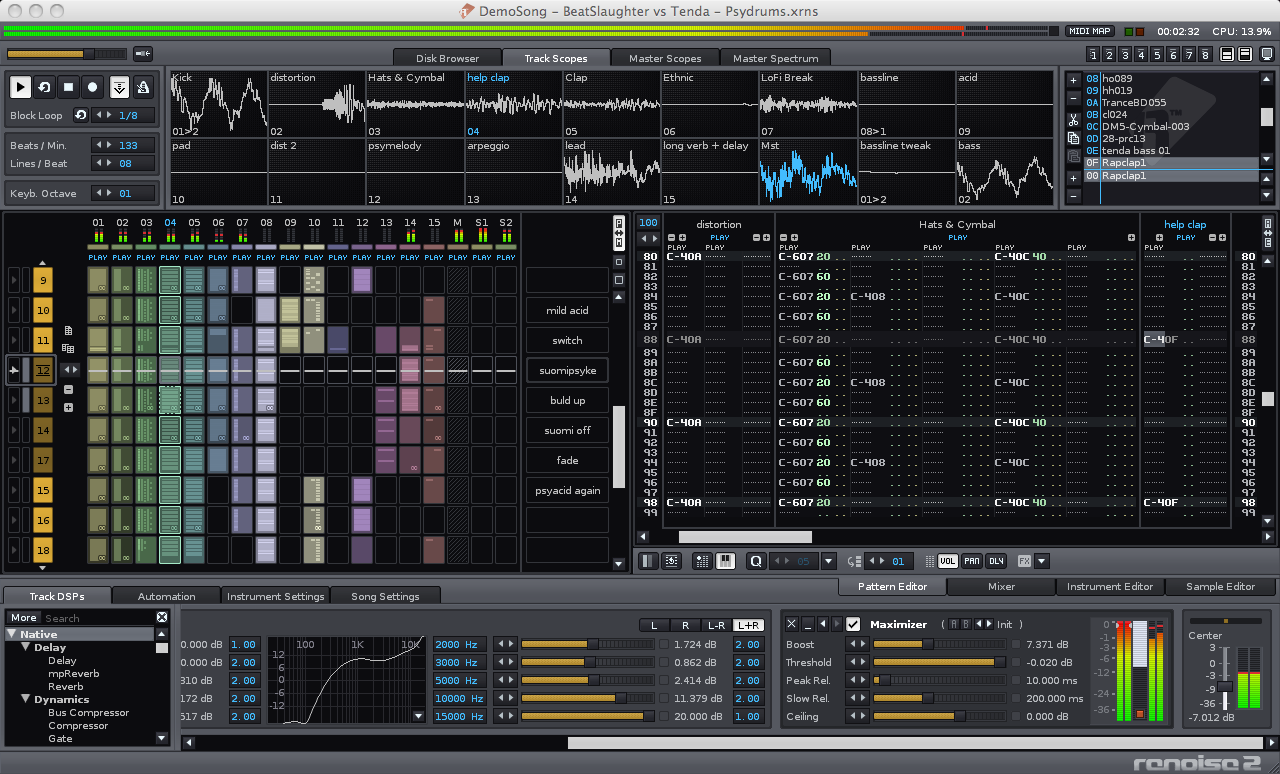
Renoise, ein graphischer, trackerartiger Musiksequenzer:
oben rechts: Sample-Liste
oben Mitte: Kanal-Kurven
oben links: allgemeine Musikstückeigenschaften (BPM etc.)
Mitte links: Masterliste
Mitte rechts': Pattern-Editor, Befehlsliste für die Kanäle (entlang der Zeile) und den Zeitverlauf (entlang der Spalten), der weiße Balkencursor markiert den aktuellen Zeitpunkt
unten: Soundeffekt Wahl und Parametrisierung

Neben im klassischen Musikumfeld entwickelten Software-Sequenzern gibt es auch die sogenannten Tracker, die Mitte der 1980er Jahre im Umfeld des Amigas entwickelt wurden. In diesem Computer-Umfeld wurden mit ihnen Musikstücke für Computerspiele erstellt, z. B. Pinball Dreams oder Unreal. In den 1990ern wurden Tracker mit den dazugehörigen Dateiformaten von der Demoszene wahrgenommen und weiterentwickelt. Das Trackerkonzept mit kompakten Dateigrößen bei guter Qualität seiner Musikstücke war attraktiv für die Erstellung von Computerdemos, welche damals noch auf Disketten passen mussten. In den 2000er Jahren wurden Tracker u. a. in der Elektro-Szene verwendet wie auch für Musik und Sound auf mobilen Geräten mit begrenzter Hardwareausstattung, wie z. B. dem Game Boy Advance.
In einem Tracker wird, im Gegensatz zu anderen Sequenzern oder der Notenschrift, der Zeitverlauf von oben nach unten angezeigt (statt von links nach rechts). Die Noten werden dabei in eine Tabelle eingetragen, wobei eine Spalte das gleichmäßige Metrum vorgibt. Ein weiterer Unterschied zu anderer Musiksequenzersoftware ist die hier übliche Weitergabe als editierbaren Trackerformaten anstatt in nicht editierbaren WAV- oder MP3-Dateien.
Ursprüngliches Dateiformat der Tracker war Mod. Später wurden Formate mit erweiterten Eigenschaften (z. B. mehr Kanäle, Kompression etc.) definiert z. B. XM, IT, S3M und viele weitere. Modernste Variante ist das XML-basierte und unter der GPL stehende XRNS-Format, eingeführt mit dem Renoise Tracker.
Inzwischen verschwimmen die Unterschiede zwischen Trackern und anderer Musiksequenzersoftware immer mehr; beispielsweise präsentierte 2007 das britische Computer Music Magazine Tracker der dritten Generation, wie z. B. Renoise oder Jeskola Buzz, als professionelle und günstige Alternative zu anderer Musikstudiosoftware.
Eine technische Übersicht über aktuelle und historische Tracker-Musiksequenzer ist auf der Liste von Trackern zu finden.

## Composer
Eine weitere Variante der Sequenzer sind die sogenannten Composer oder Arranger. Diese Programme verbinden die Fähigkeiten der klassischen MIDI-Sequenzer mit einer style-orientierten Arbeitsweise. Eine Abfolge von Harmonien wird mit verschiedenen Musikstilen, den Styles, verknüpft. Die Software komponiert daraus ein Musikstück.
Die Harmoniesequenzen werden üblicherweise mit Akkordsymbolen in die Software eingegeben. Die meisten Programme enthalten eine Anzahl von Styles verschiedener Musikrichtungen. Es können aber auch eigene Styles erstellt werden, die dann in beliebig vielen Stücken benutzt werden können.
Verbreitete Programme dieses Genres sind:
- Jammer Professional,
- Band-in-a-Box

Hardwareseitig gibt es auch die Gattung der Grooveboxen wie z. B.:
- Elektron Monomachine, Machinedrum
- Korg Electribe, Korg Karma
- Radikal Technologies Spectralis
- Roland MC-303, 505, 606, 808, 909
- Yamaha RM1X

Grooveboxen erheben oft den Anspruch, eine „All-In-One“-Produktionsmaschine zu sein. Diese Formulierung wirkt allerdings leicht übertrieben, da man seine Kreativität durch die Beschränkung auf ein solches Gerät meistens nicht voll ausleben kann.

## Liste von Hardware-Sequenzern
- Akai MPC
- Doepfer A-155 Sequencer, A-154 Sequencer Controller, A-156 Quantizer, Dark Time
- Genoqs Octopus, Nemo
- JazzMutant Lemur[7]
- manikin Schrittmacher (s. Bild oben)
- Sequentix P3
- Sequentix Cirklon
- Quasimidi Style-Drive
- MIDIbox SEQ
- Yamaha Tenori-On
- Arturia Beatstep, Beatstep Pro, Keystep
- Korg SQ-10, SQ-1, Electribe
- MFB SEQ 01, SEQ 02, SEQ 03, STEP64
- Elektron Octatrack

## Liste von Software-Sequenzern
- Cakewalk Sonar
- Ableton Live
- Logic Pro (ehemals Emagic, davor Notator)
- FL Studio
- REAPER
- Propellerheads Reason
- Rosegarden
- Aria Maestosa
- LMMS
- Steinberg Cubase
- Steinberg Nuendo
- Magix Acid Pro
- Magix Music Maker
- Magix amplitude
- Record
- PreSonus Studio One
- Digital Performer
- Pro Tools